# ラヴ・プラスマイナス・ゼロ
ラヴ・プラスマイナス・ゼロ（LOVE ± ZERO）は、2002年8月23日に発売されたソウル・フラワー・ユニオンの6枚目のアルバム。

## 解説
本作は当初オリジナル・アルバムとして発表されたが、実質上「企画盤」的色合いが濃い作品である。
当時、中川敬がヒートウェイヴのメンバーらと組んでいたロックンロール・バンド「ヤポネシアン・ボールズ・ファウンデーション」の『アザディ!?』と同時期にレコーディングされた楽曲（ドラムに新メンバー伊藤孝喜が加入）と、中川が一人でアコースティック・レコーディング（ドラム、パーカッションはシーケンサー使用）した楽曲で構成されており、10曲中6曲がカバー曲である。上記『アザディ！？』同様、「9.11（アメリカ同時多発テロ事件）」に呼応した曲もあり、現在に繋がるソウル・フラワーの「非戦」の立場表明的なアルバムでもある。
なお、発表当時のチラシには中川の以下の文が掲載されていた。「誰もが恋歌を胸にディアスポラの道中で踊っている。苦悶している。カブールでも、ペシャワールでも、バグダッドでも、パレスチナでも、ベルファーストでも、板門店でも、ニューヨークでも、東京でも、あまたの恋情と夢が膨らんだり萎んだりしながら、蒼空に浮かんでいる。漂っている。そして、どの塹壕にも同様に悲しくせつない空、記憶の唄がある」。

## 収録曲
1. タンザニアからパタゴニアまで FROM TANZANIA TO PATAGONIA
2. フリー・バルーン FREE BALLOON
3. クレイジー・ラヴ CRAZY LOVE
4. ビッグ・アップル BIG APPLE
5. シー SHE
6. チャーリー・ドント・サーフ CHARLIE DON'T SURF
7. ラグラン・ロード ON RAGLAN ROAD
8. アイ・ラヴ・ユー I LOVE YOU
9. 嵐からの隠れ家 SHELTER FROM THE STORM
10. レヴェラーズの入場 ENTRY OF THE LEVELERS

## 備考
- M-3 ヴァン・モリソン 「Crazy Love」カバー（日本語詞：中川敬）
- M-5 グラム・パーソンズ 「She」カバー（日本語詞：中川敬）
- M-6 ザ・クラッシュ 「Charlie Don't Surf」カバー（日本語詞：中川敬）
- M-7 アイリッシュ・トラッドのカバー（日本語詞：中川敬）
- M-8 チューリップ のカバー
- M-9 ボブ・ディラン 「Shelter from the Storm」カバー（日本語詞：中川敬）